# Ежона
Ежо́на (бел. Яжона) — деревня в Барановичском районе Брестской области Белоруссии. Входит в состав Подгорновского сельсовета. Население — 112 человек (2019).

## Этимология
Историк Дубейко в книге «Паходжанне назваў населеных пунктаў Баранавіцкага раёна» пишет, что в материалах народного суда, который начался по факту поджога мельницы в усадьбе Гавиновичи в 1560 году, упоминается река Ежона, левый приток реки Лохозва.

## География
По территории деревни протекает река Басинка, которая в 1,3 км к юго-востоку впадает в реку Лохозва.
На севере к деревне примыкает ландшафтный заказник «Стронга».

## История
В 1897 году в Шиловичской волости Слонимского уезда Гродненской губернии. С 1921 года составе межвоенной Польши.
С 1939 года в составе БССР. С 15 января 1940 года в Бытенском районе Барановичской, с 8 января 1954 года Брестской областей, с 4 июля 1957 года в Барановичском районе.
С конца июня 1941 до начала 1944 года была оккупирована немецко-фашистскими захватчиками. На фронтах войны погибло четыре односельчанина.

## Население
| Численность населения (по переписи) | Численность населения (по переписи) | Численность населения (по переписи) | Численность населения (по переписи) | Численность населения (по переписи) | Численность населения (по переписи) |
| 1921                                | 1959                                | 1970                                | 1999                                | 2009                                | 2019                                |
| ----------------------------------- | ----------------------------------- | ----------------------------------- | ----------------------------------- | ----------------------------------- | ----------------------------------- |
| 374                                 | ↗445                                | ↗479                                | ↘292                                | ↘189                                | ↘112                                |

## Известные уроженцы
- Ростислав Афанасьевич Жмойдяк (1936—2018) — белорусский географ и картограф.